# Knattleikr
Knattleikr (del nórdico antiguo: juego de pelota) era un juego de pelota muy popular durante la Era Vikinga de Islandia. No se conocen exactamente las reglas de juego, pero de las siguientes sagas nórdicas se pueden extraer algunos datos:
1. Saga de Grettir, cap. 15.
2. Saga de Gísla Súrssonar, cap. 15 y 18.
3. Saga de Egil Skallagrímson, cap. 40.
4. Saga Eyrbyggja, cap. 43.
5. Saga Vápnfirðinga, cap. 4.

## Características
- Se jugaba entre equipos.
- Usaban una pelota dura que se golpeaba con un palo.
- Los jugadores podían usar las manos.
- Era un juego de contacto cuerpo a cuerpo, se usaba la fuerza para obtener la pelota y el jugador más fuerte tenía muchas más posibilidades de ganar.
- Los torneos eran un gran espectáculo y se organizaban encuentros de equipos procedentes de toda Islandia.
- Era lícita la intimidación verbal, la guerra dialéctica jugaba un papel importante según las sagas.
- Era un juego muy recio que podía durar desde la mañana hasta el anochecer.
- Había la figura de un capitán de equipo.
- Existía una norma de penalizaciones.

Aunque son conjeturas, es posible que habitualmente se jugase sobre una superficie helada, a veces irregular y algunas fuentes mencionan mar abierto (en nórdico antiguo, svell). No parece que usaran patines, por lo que es posible que preparasen calzado adecuado con suela de alquitrán y arena para facilitar la tracción sobre hielo.

## Recreacionismo histórico

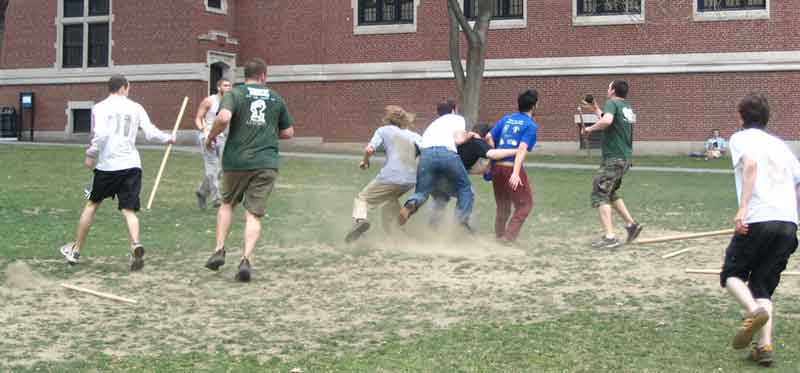
Jóvenes practicando knattleikr de la Universidad de Clark.

En círculos recreacionistas históricos se juega un tipo de knattleikr entre entusiastas de la cultura nórdica, así como en los campus universitarios, a destacar como relevantes los equipos de la Universidad de Brandeis, Universidad de Clark, Providence College y la Universidad de Yale. La primera liga de competición anual se celebró en Nueva Inglaterra en abril de 2007, entre las universidades de Clark y Brandeis. El grupo reconstruccionista y organizador de Nueva Inglaterra advirtió que es un deporte agresivo y puede llegar a ser peligroso, como se menciona en el Grágás (antigua ley islandesa medieval), y un jugador tiene derecho a abandonar el campo de juego en cualquier momento.